# John Hunter (New South Wales)

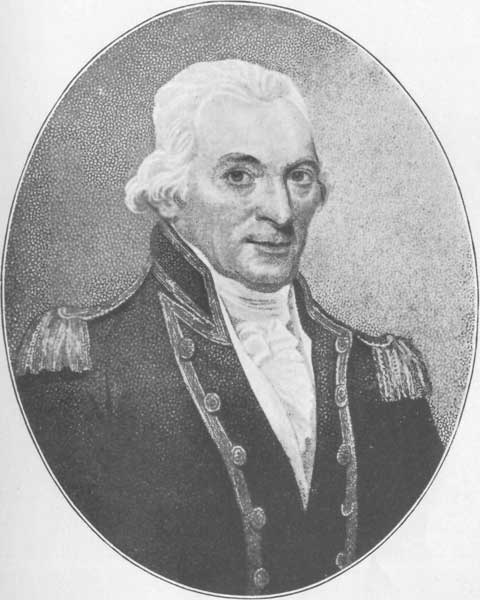
John Hunter

John Hunter, född 29 augusti 1737, död 13 mars 1821, var en brittisk sjöofficer och forskare, som efterträdde Arthur Phillip som New South Wales andra guvernör åren 1795-1800.
År 1788 utforskade han Parramattafloden, och var den första som förmodade att Tasmanien (som då kallades Van Diemens land) kunde vara en ö. Som guvernör, försökte han bekämpa allvarliga övergrepp från militärens sida. Vissa hävdar att han inte var stark nog att kontrollera upprorsmakaren John MacArthur, andra menar att ingen kunde kontrollera MacArthur.

### Fotnoter
1. ↑  Auchmuty, J.J. (1966). ”Hunter, John (1737 - 1821)” (på engelska). Australian Dictionary of Biography. "1". Melbourne University Press. sid. 566-572. http://www.adb.online.anu.edu.au/biogs/A010529b.htm. Läst 12 augusti 2009